# Kvarteret Nessus

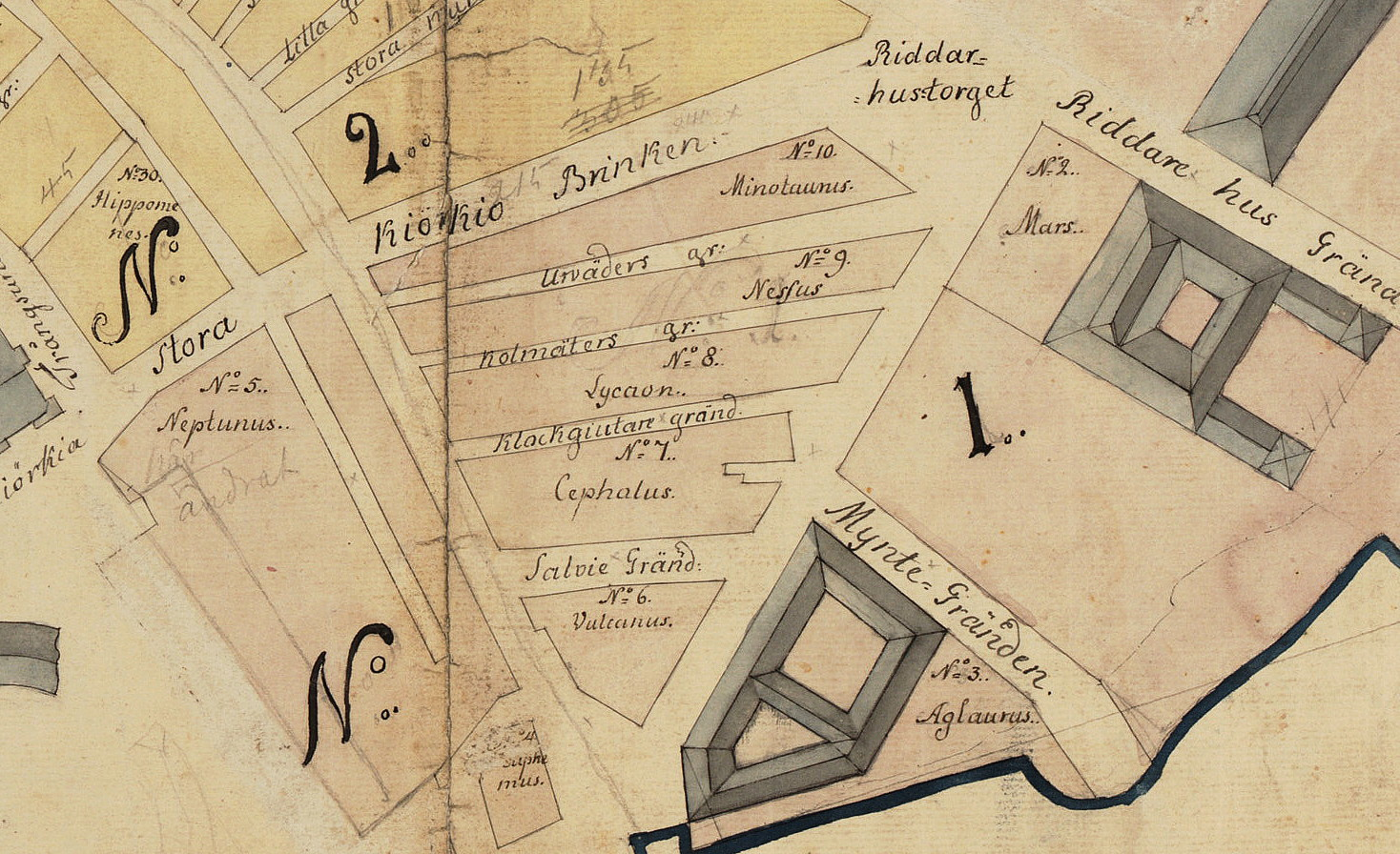
Kvarteren Minotaurus, Nessus, Lychanon och Cephalus 1733 (norr är nertill).

Kvarteret Nessus var ett kvarter i norra Gamla Stan i Stockholm. Det försvann i samband med byggandet av Kanslihusannexet under senare delen av 1940-talet, då kvarteret Cephalus växte till att omfatta hela området mellan Myntgatan och Storkyrkobrinken. Kvarteret Nessus omgavs av Kolmätaregränd och Stenbastugränd (tidigare Urvädersgränd).
Kvartersnamnet syftar på Nessos, en av kentaurerna i grekisk mytologi.